# Jacksonville City Nights
Jacksonville City Nights je sedmi službeni album Ryana Adamsa i njegov drugi s grupom The Cardinals. Album je drugi u trilogiji albuma objavljenih u sedmomjesečnom razdoblju. Objavljen je 27. rujna 2005. u SAD-u, a 26. rujna u ostatku svijeta te je prodan u 100 tisuća primjeraka u Americi 158 tisuća u svijetu. Album je snimljen uživo u studiju, bez presnimavanja. Naslov je najvjerojatnije referenca na Adamsov rodni grad Jacksonville u Sjevernoj Karolini kojeg je spominjao tokom cijele karijere, i kao samostalni glazbenik i kao član grupe. Cardinalsi imaju isto ime kao i maskota srednje škole u Jacksonvilleu koju je Adams pohađao.
Nekoliko ograničenih američkih izdanja sadržavalo DVD nazvan September (što je trebao biti i naslov albuma) s 20-minutnim dokumentarcem o bendu na putu i u studiju. U mnogim neameričkim zemljama su objavljene bonus pjesme. U Ujedinjenom Kraljevstvu, album je izdan s "Jeane" i "Always on My Mind", pjesmom koju je prva snimila Brenda Lee, proslavio Elvis Presley, a obradio Willie Nelson. Ostatak Europe dobio je "Always on My Mind", a Japan "Jeane", "Always on My Mind" i "What Sin Replaces Love". Na vinilnom izdanju našle su se pjesme "A Kiss Before I Go", "Jeane", "Always on My Mind" i "I Still Miss Someone", obradu Johnnyja Casha.
Na omotu albuma nalazi se basistica Catherine Popper.

## Glazbenici

### The Cardinals
- Ryan Adams: vokali, akustična gitara, klavir
- J.P. Bowersock: električne gitare
- Catherine Popper: bas, klavir i prateći vokali
- Brad Pemberton: bubnjevi
- Jon Graboff: pedal steel

### Drugi glazbenici
- Claudia Chopek: violina
- David Gold: violina i viola
- Bob Hoffnar: pedal steel
- Byron Isaacs: prateći vokali
- Norah Jones:  klavir i vokali
- Julia Kent: čelo
- Joe McGinty: klavir
- Michael Panes: violina
- Johnny T: bubnjevi
- Glenn Patscha: klavir i prateći vokali

### The Nashville String Machine
The Nashville String Machine izvode pjesmu "My Heart Is Broken", a oni su:
- Bergen White: aranžer i dirigent
- Violine: Carl Gorodetsky, Pamela Sixfin, Conni Ellisor, Allan Umstead, David Angell, Cathy Umstead i Mary Kathryn Vanosdale
- Viole: Kris Wilkinson, Gary Vanosdale i Jim Grosjean
- Čela: Carole Rabinowitz i Bob Mason

## Popis pjesama
1. "A Kiss Before I Go"  – 2:05
2. "The End" (Adams & Panes)  – 3:44
3. "Hard Way To Fall"  – 4:06
4. "Dear John" (Adams & Jones)  – 4:36
5. "The Hardest Part"  – 2:52
6. "Games"  – 2:11
7. "Silver Bullets"  – 2:56
8. "Peaceful Valley"  – 3:42
9. "September"  – 2:30
10. "My Heart Is Broken" (Adams & Caitlin Cary)  – 2:14
11. "Trains" (Adams & Panes)  – 4:08
12. "Pa"  – 3:52
13. "Withering Heights"  – 2:53
14. "Don't Fail Me Now"  – 4:27

### Bonus pjesme
1. "What Sin Replaces Love"
2. "What Sin Replaces Love" (akustična verzija)
3. "Jeane" – 2:33
4. "Always On My Mind" – 4:41
5. "I Still Miss Someone" (Johnny Cash)– 2:58

Sve stihove napisao je Ryan Adams. Glazbu su skladali Adams, Bowersock, Pemerton, Popper i Graboff (osim gdje je označeno drugačije).